# فيث
فيث (داكوتا الجنوبية) (بالإنجليزية: Faith, South Dakota)‏ هي مدينة تقع في الولايات المتحدة في مقاطعة ميد، داكوتا الجنوبية. يقدر عدد سكانها بـ 421 نسمة ومساحتها 3.11 كم2 وترتفع عن سطح البحر 791 متر.

## التركيبة السكانية
قام مكتب تعداد الولايات المتحدة بتحديد بيانات التركيبة السكانية لفيثفي تعداد الولايات المتحدة. في ما يلي، التركيبة السكانية حسب تعدادي 2000 و2010.

### تعداد عام 2000
بلغ عدد سكان فيث 489 نسمة بحسب تعداد عام 2000، وبلغ عدد الأسر 201 أسرة وعدد العائلات 139 عائلة مقيمة في المدينة. في حين سجلت الكثافة السكانية 408.0 نسمة لكل ميل مربع (157.5/كم2). وبلغ عدد الوحدات السكنية 274 وحدة بمتوسط كثافة قدره 228.6 نسمة لكل ميل مربع (88.3/كم2).
وتوزع التركيب العرقي للمدينة بنسبة 89.78% من البيض و 6.13% من الأمريكيين الأصليين و 0.20% من الأمريكيين الأفارقة و 3.89% من عرقين مختلطين أو أكثر.
بلغ عدد الأسر 201 أسرة كانت نسبة 32.8% منها لديها أطفال تحت سن الثامنة عشر تعيش معهم، وبلغت نسبة الأزواج القاطنين مع بعضهم البعض 59.2% من أصل المجموع الكلي للأسر، ونسبة 7.0% من الأسر كان لديها معيلات من الإناث دون وجود شريك، وكانت نسبة 30.8% من غير العائلات. وبلغ متوسط حجم الأسرة المعيشية 3.02، أما متوسط حجم العائلات فبلغ 2.43.
وكانت نسبة 26.8% من القاطنين تحت سن الثامنة عشر، وكانت نسبة 6.1% بين الثامنة عشر والأربعة وعشرون عاماً، ونسبة 21.5% كانت واقعةً في الفئة العمرية ما بين الخامسة والعشرون حتى والأربعة وأربعون عاماً، ونسبة 24.9% كانت ما بين الخامسة والأربعون حتى الرابعة والستون، يوجد لكل 100 أنثى 100.4 ذكر، ويوجد لكل 100 أنثى في الثامنة عشر من عمرها فما فوق 97.8 ذكر.
بلغ متوسط دخل الأسرة في المدينة 27,708 دولار، أما متوسط دخل العائلة فبلغ 38,333 دولار. وكان متوسط دخل الذكور 22,250 دولار مقابل 17,222 دولار للإناث. وسجل دخل الفرد الخاص بالمدينة 16,276 دولار. وكانت نسبة 7.5% من العائلات ونسبة 10.8% من السكان تحت خط الفقر، وكان من هؤلاء نسبة 19.8% تحت سن الثامنة عشر ونسبة 7.7% في الخامسة والستين من العمر وما فوق.

### تعداد عام 2010
بلغ عدد سكان فيث 421 نسمة بحسب تعداد عام 2010، وبلغ عدد الأسر 192 أسرة وعدد العائلات 117 عائلة مقيمة في المدينة. في حين سجلت الكثافة السكانية 350.8 نسمة لكل ميل مربع (135.4/كم2). وبلغ عدد الوحدات السكنية 236 وحدة بمتوسط كثافة قدره 196.7 لكل ميل مربع (75.9/كم2).
وتوزع التركيب العرقي للمدينة بنسبة 91.0% من البيض و 4.0% من الأمريكيين الأصليين و 0.7% من الأمريكيين ذوي الأصول الآسيوية و 3.8% من عرقين مختلطين أو أكثر.
بلغ عدد الأسر 192 أسرة كانت نسبة 28.6% منها لديها أطفال تحت سن الثامنة عشر تعيش معهم، وبلغت نسبة الأزواج القاطنين مع بعضهم البعض 47.9% من أصل المجموع الكلي للأسر، ونسبة 10.4% من الأسر كان لديها معيلات من الإناث دون وجود شريك، بينما كانت نسبة 2.6% من الأسر لديها معيلون من الذكور دون وجود شريكة وكانت نسبة 39.1% من غير العائلات. تألفت نسبة 36.5% من أصل جميع الأسر من أفراد ونسبة 17.2% كانوا يعيش معهم شخص وحيد يبلغ من العمر 65 عاماً فما فوق. وبلغ متوسط حجم الأسرة المعيشية 2.91، أما متوسط حجم العائلات فبلغ 2.19.
بلغ العمر الوسطي للسكان 43.6 عاماً. وكانت نسبة 25.4% من القاطنين تحت سن الثامنة عشر، وكانت نسبة 4.3% بين الثامنة عشر والأربعة وعشرون عاماً، ونسبة 21.4% كانت واقعةً في الفئة العمرية ما بين الخامسة والعشرون حتى والأربعة وأربعون عاماً، ونسبة 29.5% كانت ما بين الخامسة والأربعون حتى الرابعة والستون، ونسبة 19.5% كانت ضمن فئة الخامسة والستون عاماً فما فوق. وتوزع التركيب الجنسي للسكان بنسبة 51.1% ذكور و48.9% إناث.